# Notoxus bicoronatus
Notoxus bicoronatus is een keversoort uit de familie snoerhalskevers (Anthicidae). De wetenschappelijke naam van de soort is voor het eerst geldig gepubliceerd in 1869 door Bedel.